# +Milionária
+Milionária é uma modalidade de loteria praticada no Brasil sob o controle da Caixa Econômica Federal, lançada em maio de 2022.

## Formato
Nesta loteria, o apostador deve escolher seis números na parte da cartela onde há números de 01 a 50 e mais dois trevos da sorte, na parte inferior do volante. Cada cliente poderá apostar em até quinze números por vez.
O preço de uma aposta simples é de seis reais. Com a opção "Surpresinha", é possível deixar que o sistema escolha os números automaticamente, e com a "Teimosinha", seguir com o seu jogo por até cinco concursos consecutivos.

### Premiação
O prêmio mínimo é de 10 milhões de reais, divididos entre dez faixas de premiação, desde o jogador que acertar os seis números e os dois trevos até quem acertar dois números e um trevo, que receberá seis reais.

### Sorteio
Os sorteios acontecem sempre às quartas-feiras e aos sábados, a partir das 20h. Para o resultado dos concursos, serão sorteados seis números no globo com 50 bolas e, na sequência, dois números no globo contendo seis bolas. O prêmio principal é destinado ao ganhador que acertar todas as seis dezenas e os dois trevos numerados.

## História
No dia 18 de abril de 2022, o governo federal, por meio do Ministério da Economia, aprovou a loteria. A Caixa Econômica Federal permitiu apostas para o primeiro concurso da loteria a partir do dia 2 de maio de 2022. Seu primeiro sorteio ocorreu no dia 28 do mesmo mês.